# 蓮花站 (澳門)
蓮花站（葡萄牙語：Estação de Lótus），是澳門輕軌氹仔線及橫琴線交匯轉乘的車站。本站為高架車站，2016年中平頂，受輕軌車廠工程嚴重延誤影響，延至2019年12月10日投入服務。澳門輕軌橫琴線於本站設站，並於蓮花路綜合性大樓裙樓內設置站內轉乘通道連接兩線。
本站原名蓮花口岸站（葡萄牙語：Estação Posto Fronteiriço de Lótus），原規劃服務已拆除的路氹邊檢大樓，方便跨境旅客和市民往返橫琴。該口岸已在2020年8月關閉，所以該站服務口岸的時間僅八個月。本站站名亦于2023年8月11日更改為現名。

## 車站結構

### 車站樓層
氹仔線
| 地上二層（P）     | 月台     | \| 側式 · 開左邊车门 \| \| \| \| \| \| \| \| 氹仔線往氹仔碼頭（協和醫院） \| 1 \| \| \| \| 2 \| 氹仔線往媽閣（路氹西） \| \| \| \| 側式 · 開左邊车门 \| \| \| \| \| |   |  |
| 地上一層（C）     | 票務大堂 | 客務中心、自動售票機、洗手間、橫琴線轉乘通道 |   |  |
| 地面（G）         | A出入口  | |   |  |
| 側式 · 開左邊车门 |          | |   |  |
|                   |          | 氹仔線往氹仔碼頭（協和醫院） | 1 |  |
|                   | 2        | 氹仔線往媽閣（路氹西） |   |  |
| 側式 · 開左邊车门 |          | |   |  |

橫琴線
| 地上一層（P）              | 月台   | \| \| \| 橫琴線聯絡線往氹仔線及氹仔輕軌車廠／側線 \| \| \| \| \| \| 橫琴線往橫琴（終點站） \| 3 \| \| \| 側式 · 開左邊车门 \| \| \| \| \| \| 氹仔線轉乘天橋（閘內區域） \| \| \| \| \| |   |  |
| 地面層（C）                | 票務層 | 客務中心、自動售票機、B及C出入口 |   |  |
|                            |        | 橫琴線聯絡線往氹仔線及氹仔輕軌車廠／側線 |   |  |
|                            |        | 橫琴線往橫琴（終點站） | 3 |  |
| 側式 · 開左邊车门          |        | |   |  |
| 氹仔線轉乘天橋（閘內區域） |        | |   |  |

### 大堂及轉乘通道
本站分為氹仔線及橫琴線大堂。設有自動售票機和入閘機，亦有客戶服務中心、洗手間、自助販賣機等設施。
氹仔線及橫琴線轉乘通道位於蓮花路綜合性大樓裙樓一樓靠東面的一側，該大樓位於原路氹邊檢大樓土地，並於本站氹仔線票務大堂原右側出入口改建成轉乘通道一部分。
- 氹仔線蓮花站客戶服務中心
- 未改造前的氹仔線蓮花站出入閘口
- 蓮花站轉乘通道往橫琴線方向及A出入口
- 蓮花站轉乘通道往橫琴線方向
- 蓮花站轉乘通道往氹仔線方向
- 橫琴線蓮花站B出入口、客戶服務中心及自助售票機

### 月台
氹仔線月台為兩組側式月台，位於蓮花路東北側鄰近新濠影匯、原路氹邊檢大樓南側。橫琴線月台位於蓮花大橋路氹城出入口近蓮花路停車場的一側，為一個側式月台，月台旁邊的渡綫設有一條聯絡線連接氹仔線及往返氹仔輕軌車廠。
- 蓮花站1號月台
- 蓮花站2號月台（未更名前）
- 蓮花站3號月台

### 出入口
車站設有三個出入口，一個位於氹仔線，兩個位於橫琴線。
| 編號                                            | 指示方向     | 圖片 | 附近目的地                      |
| ----------------------------------------------- | ------------ | ---- | ------------------------------- |
| A                                               | 新濠影匯     |      | 新濠影滙 新城大馬路             |
| B                                               | 蓮花路停車場 |      | 蓮花路停車場 司法警察局路氹分局 |
| C                                               | 蓮花路       |      | 蓮花路                          |
| 註： 設有 \| 設有 \| 設於同一層 \| 設有扶手電梯 |              |      |                                 |

#### 已拆除的出入口
現時轉乘通道的位置原爲連接路氹邊檢大樓的B出口，但因應路氹邊檢大樓在2020年8月關閉，現時該出口已被拆除，而B出口則改爲橫琴線站體的地面。

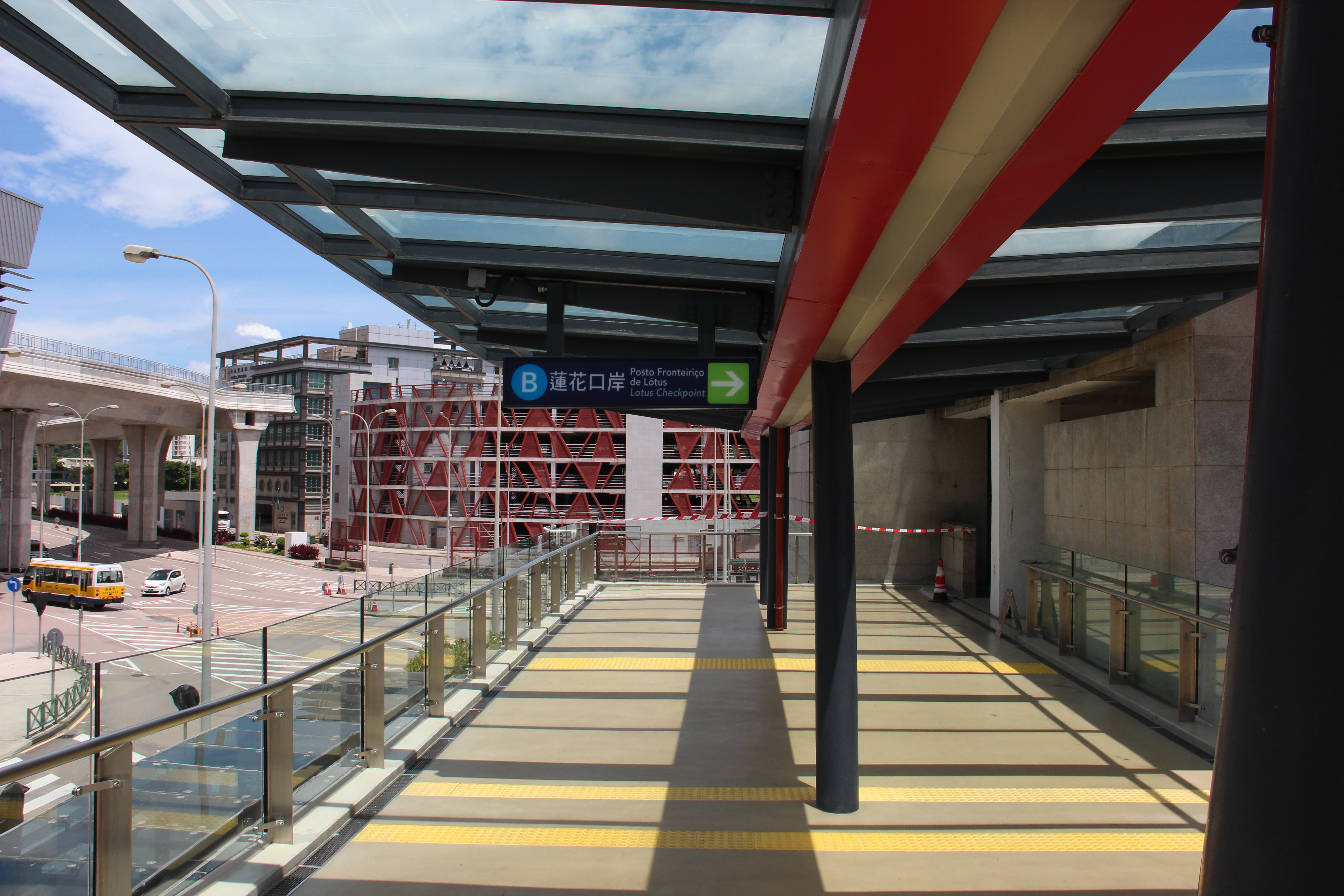
原B出入口

## 使用情況
本站原先服務路氹邊檢大樓出入境旅客為主，當中A出入口行人天橋設有無縫連接通道往返新濠影匯。自路氹邊檢大樓於2020年8月18日關閉後，乘客於本站上落需轉乘其他公共巴士路線往返新建成的橫琴口岸澳門口岸區。
橫琴線正式通車後，本站自此成為澳門輕軌系統第二座轉乘車站，由於該線連接珠澳跨境出入境口岸橫琴口岸，客流量出現明顯增加，乘客主要以往返琴澳兩地的高校學生、通勤人士、訪澳旅客及當地居民為主，更有效舒緩往返橫琴口岸澳門口岸區巴士客流及壓力。

## 圖片集
- 興建中的車站出口（2018年1月）
- 蓮花口岸站的增值機
- 左边是横琴线在建车站，右边为氹仔线现有车站
- 已拆除的蓮花口岸站B出口
- 蓮花站橫琴線入口

## 車站周邊

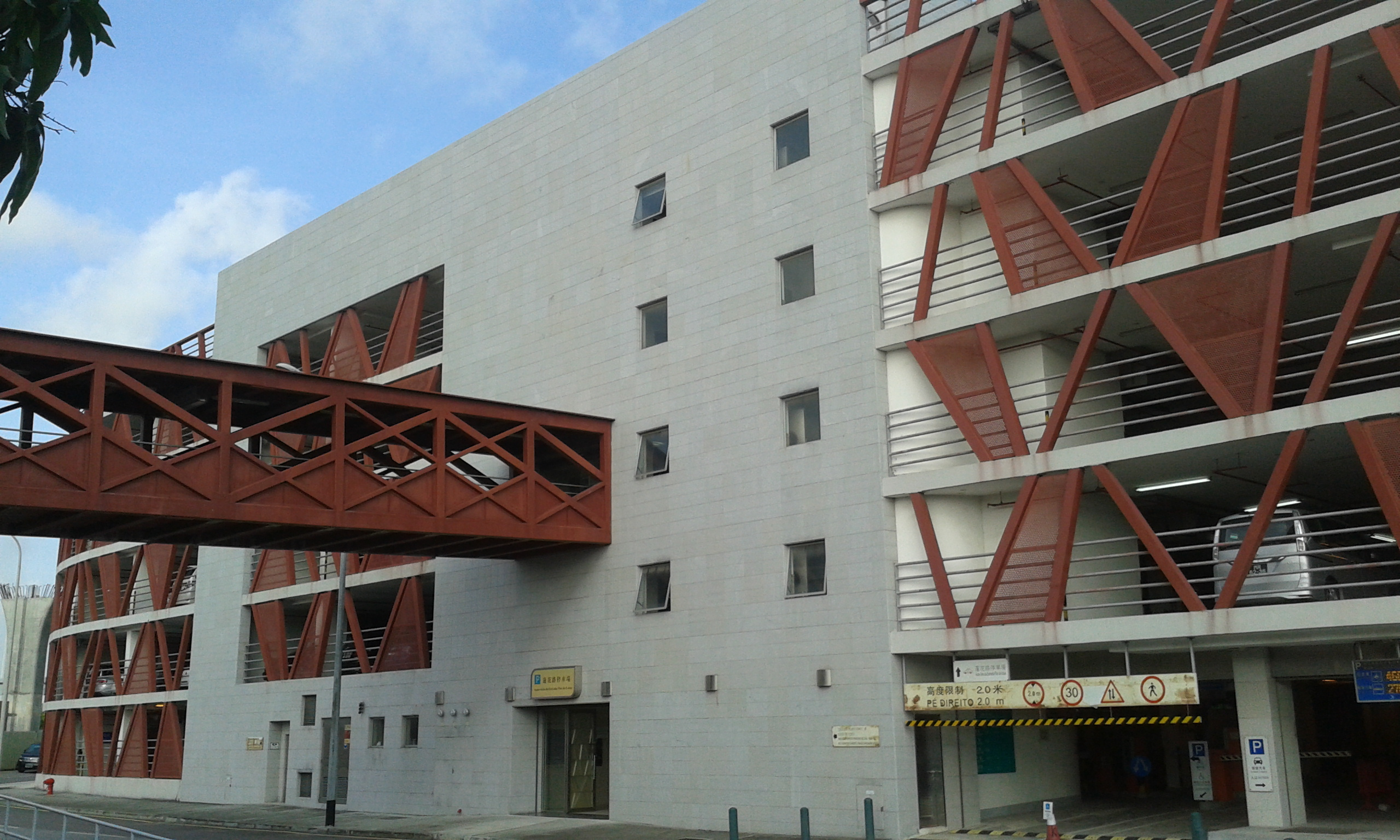
蓮花路輕型停車場

- 路氹邊檢大樓（已拆除）
- 新濠影匯
- 蓮花路停車場
- 蓮花路重型汽車停車場
- 蓮花路綜合性大樓（興建中）

## 接駁交通

### 巴士
T355 蓮花路停車場（Auto-Silo da Estrada  Flor de Lótus）
路線：15、21A、25、25B、25BS、26、26A、50、102X、701X、N3、N6
T372 蓮花路／新濠影匯（Estrada Flor de Lótus／Studio City）
路線：25B、25BS、50、102X、701X、N6

## 歷史

### 氹仔線
2011年12月14日，「C360-輕軌一期路氹城段建造工程」公開招標競投，最長施工期為1021天。施工範圍包括興建本站。
2012年6月13日，輕軌一期「路氹城段建造工程」及「氹仔口岸段建造工程」舉行動土儀式。
2013年6月18日，配合本站施工，位於路氹邊檢大樓外的行人天橋正式拆卸。
2015年8月，本站展開高架橋及車站等上部結構的建設，陸續展開樓頂鋼結構的安裝工作。其中本站與另外兩個口岸車站（機場站及氹仔碼頭站）外觀造型設計上展現了動感與力量，以結合對外口岸站點之特性。
2016年12月，本站行人天橋開始進行施工。
2019年5月17日，本站與路氹東站行人天橋率先開放予公眾使用。
2019年12月10日，澳門輕軌首條路線氹仔線正式通車，本站於同日起正式啟用。
2023年8月11日，本站正式更名為蓮花站。

### 橫琴線
澳門輕軌橫琴線將穿梭本站與位於橫琴口岸澳門口岸區地底的輕軌横琴站（車站編號HE2），經過關後可在國鐵横琴站轉乘廣珠城際鐵路珠機城際軌道。橫琴線蓮花站月台將位於原蓮花口岸旁，並設轉乘通道連接氹仔線蓮花口岸站月台和車站大堂。整體工程預計於2024年11月竣工。
2010年，運輸基建辦公室技術顧問林瑞海進一步介紹，計劃於本站引出一條「跨界的」輕軌延伸線到橫琴口岸，盡量使輕軌站接近現時珠機城際鐵路横琴站。當時計劃客換乘將在橫琴的土地上進行，不同部門商討粵澳兩地出入境手續在同一大樓內辦理，而具體形式當時在研究階段。
2014年，澳門特區政府與珠海市共同商討將澳門輕軌延伸至橫琴島，經多次會議後，具體問題已經解決，並進入詳細設計階段。在確定了走線、空間之後，雙方會各自動工。當時未有動工時間表。
2020年4月12日，行政長官賀一誠發表澳門特別行政區政府2020年財政年度施政報告中提出正式興建，預計於2020年內完成設計，並委託內地方面興建，並改為往返本站至橫琴口岸站兩個車站。
2021年2月19日，建設發展辦公室宣佈該線工程由南光集團代建，土建工程總投資35億澳門元，橫琴口岸站位於橫琴口岸澳門口岸區的地庫下層。
2021年3月18日，輕軌橫琴線正式動工。
2022年8月31日，公共建設局公佈最新工程進展，本站旁正在擴建的“HE1站”結構已完成約20％，而整體工程進度完成約49％。
2023年5月18日，公共建設局表示正進行氹仔線與橫琴線車站連接通道工程，造價1.24億澳門元，工期為310個工作天。。
2024年3月31日，橫琴線測試列車已駛入本站往返HE2站，相關的系統列車測試工作於短期內開展。
2024年7月31日，轉乘連接通道工程竣工。連接通道位於裙樓一樓靠東面的一側，可以同層往返轉乘氹仔線及橫琴線。
2024年12月2日，橫琴線正式通車。

### 石排灣線（已取消）
2014年1月10日至2月23日，運輸基建辦公室進行「澳門輕軌系統石排灣線可行性研究意見徵集」，向公眾徵集意見。該線計劃以本站為起點站。當時計劃於本站分為兩層，下層為輕軌月台，上層為中央大堂，透過行人設施接駁至氹仔線月台，市民無須出閘便可直接轉乘。
2015年8月23日，運輸基建辦公室公佈徵集的意見，並以方案一作為推薦方案。
2020年7月23日，建設發展辦公室對「C390B 輕軌石排灣線主體建造工程」進行公開招標，總施工期為960個工作天。招標公告明確放棄早前所推薦的方案一，取消原來本站轉乘規劃，改為氹仔線的列車將增停位於路氹連貫公路中間的蓮花圓形地增設的協和醫院站，成為該線與石排灣線的轉乘車站。

## 爭議

### 氹仔線月台天雨期間或之後出現漏水
2025年7月28日，有市民向本地媒體反映乘坐氹仔線期間發現本站氹仔線月台遇天雨連連漏水，並不是從露天位置漏入，而是從頂部吊下的燈槽位出現滴水，地面可見濕至候車區域，除了擔憂影響市民出行，更質疑輕軌車站設計質量。據悉該問題起碼持續一年，即使雨停後，已經有太陽，由於燈槽位積水，滴水仍不停。

## 工程相片

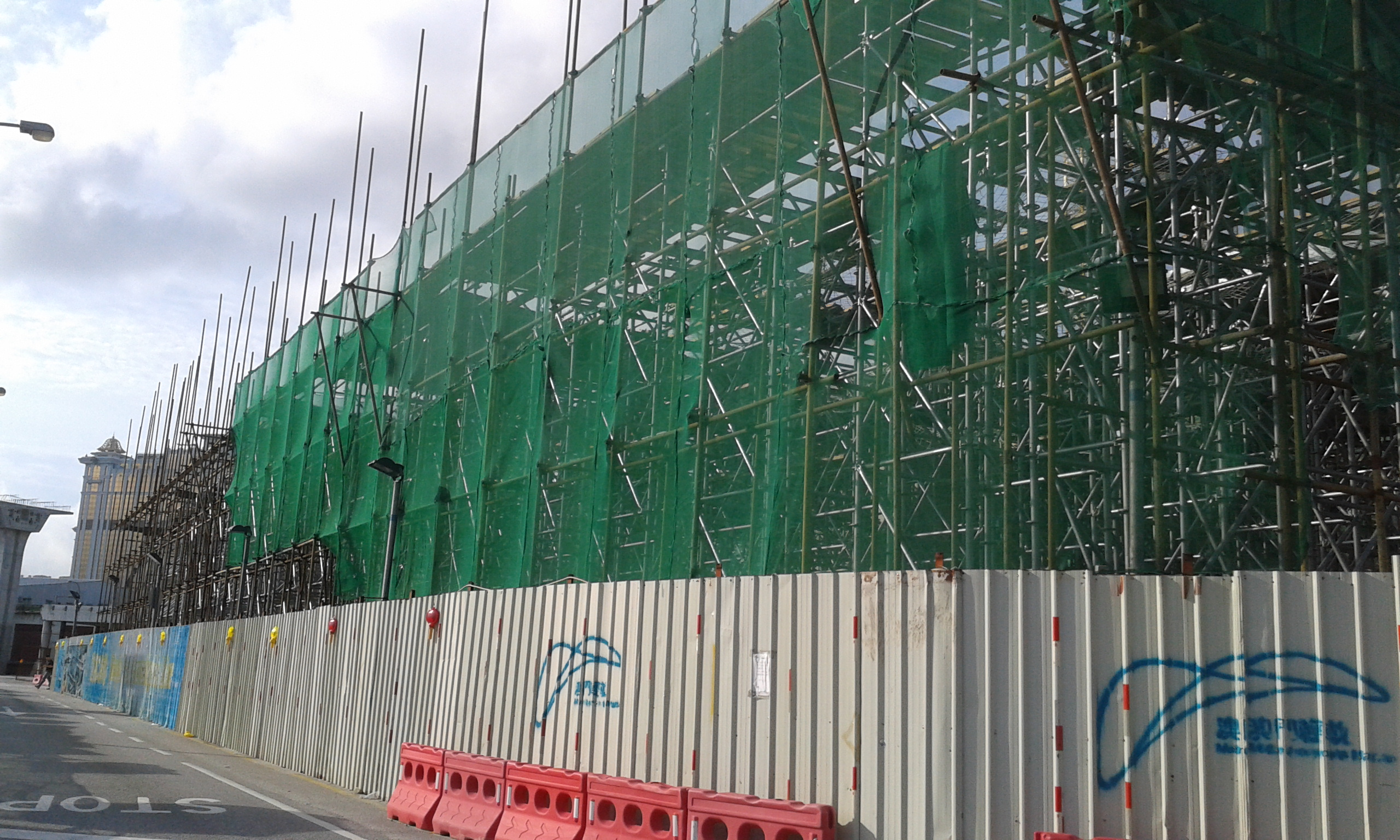
2015年1月
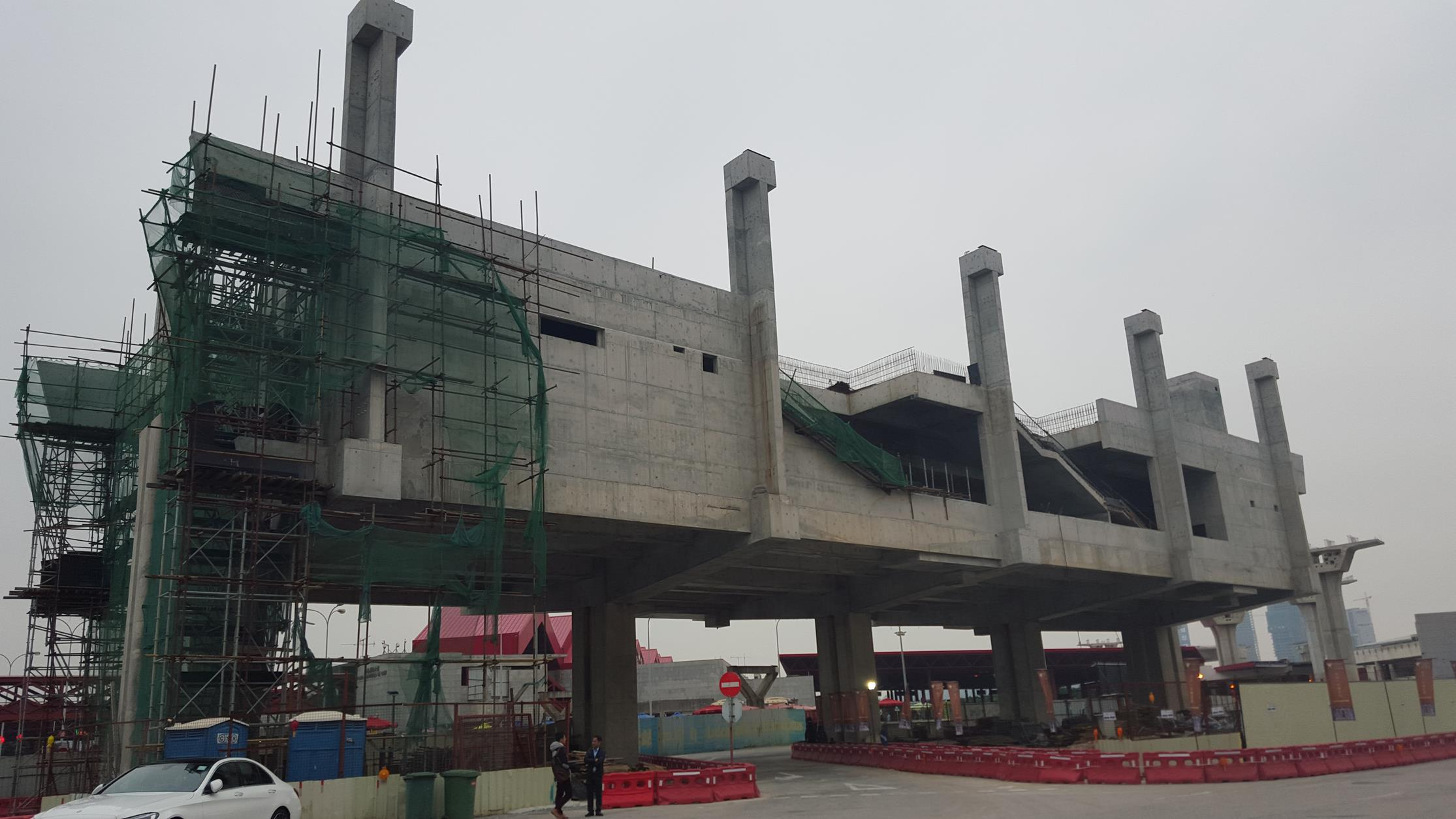
2016年2月
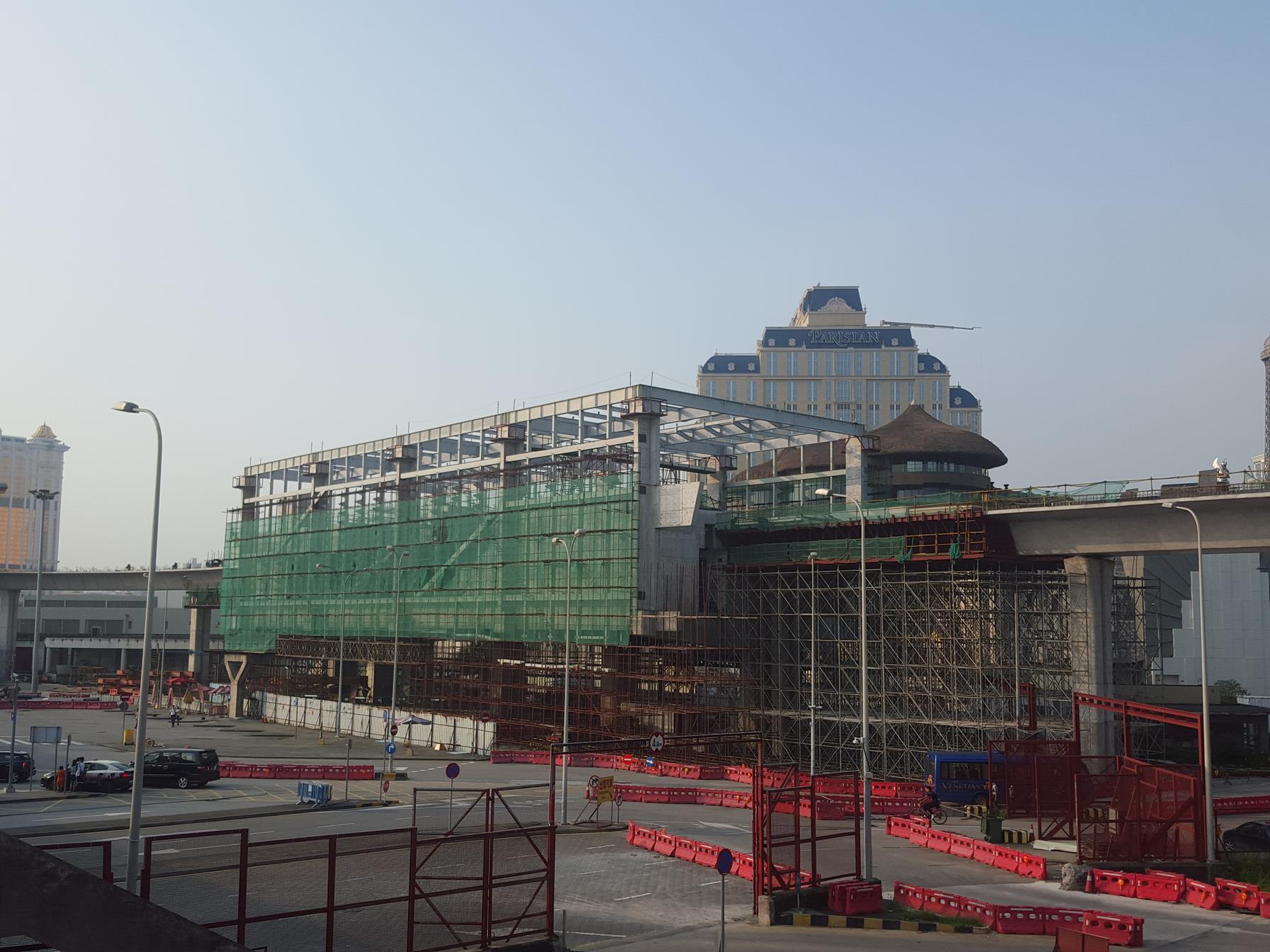
2016年8月
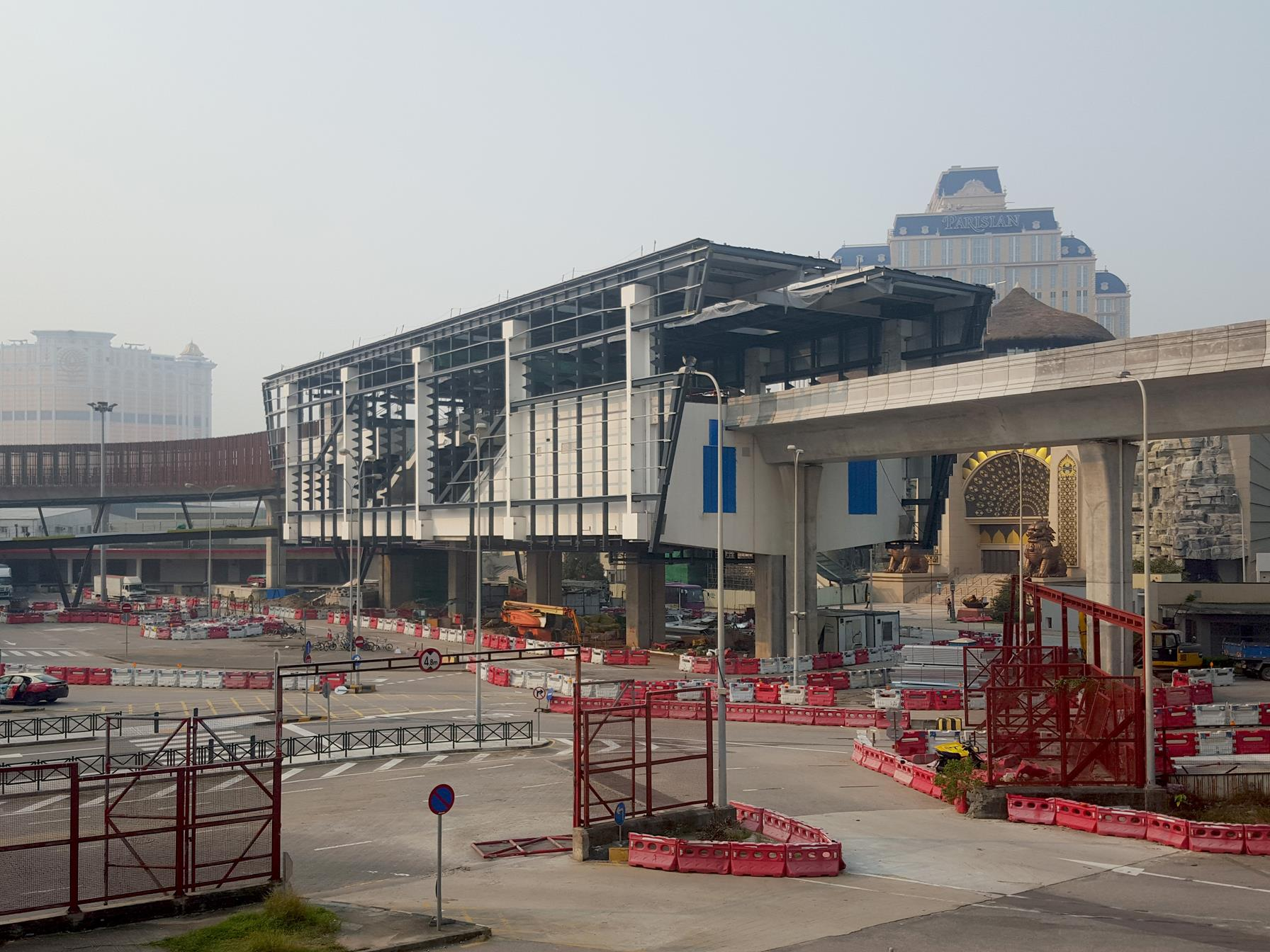
2017年8月
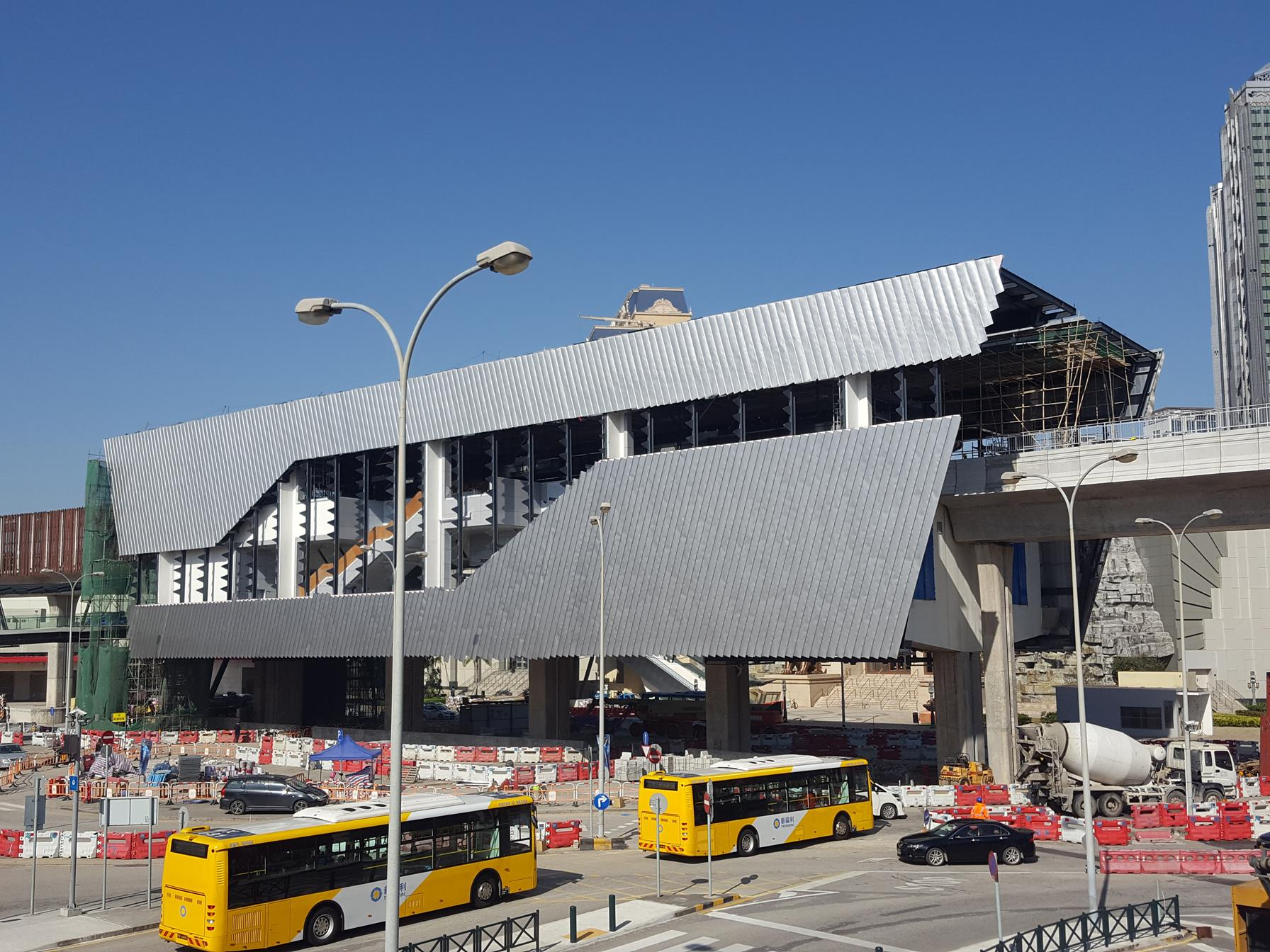
2018年1月
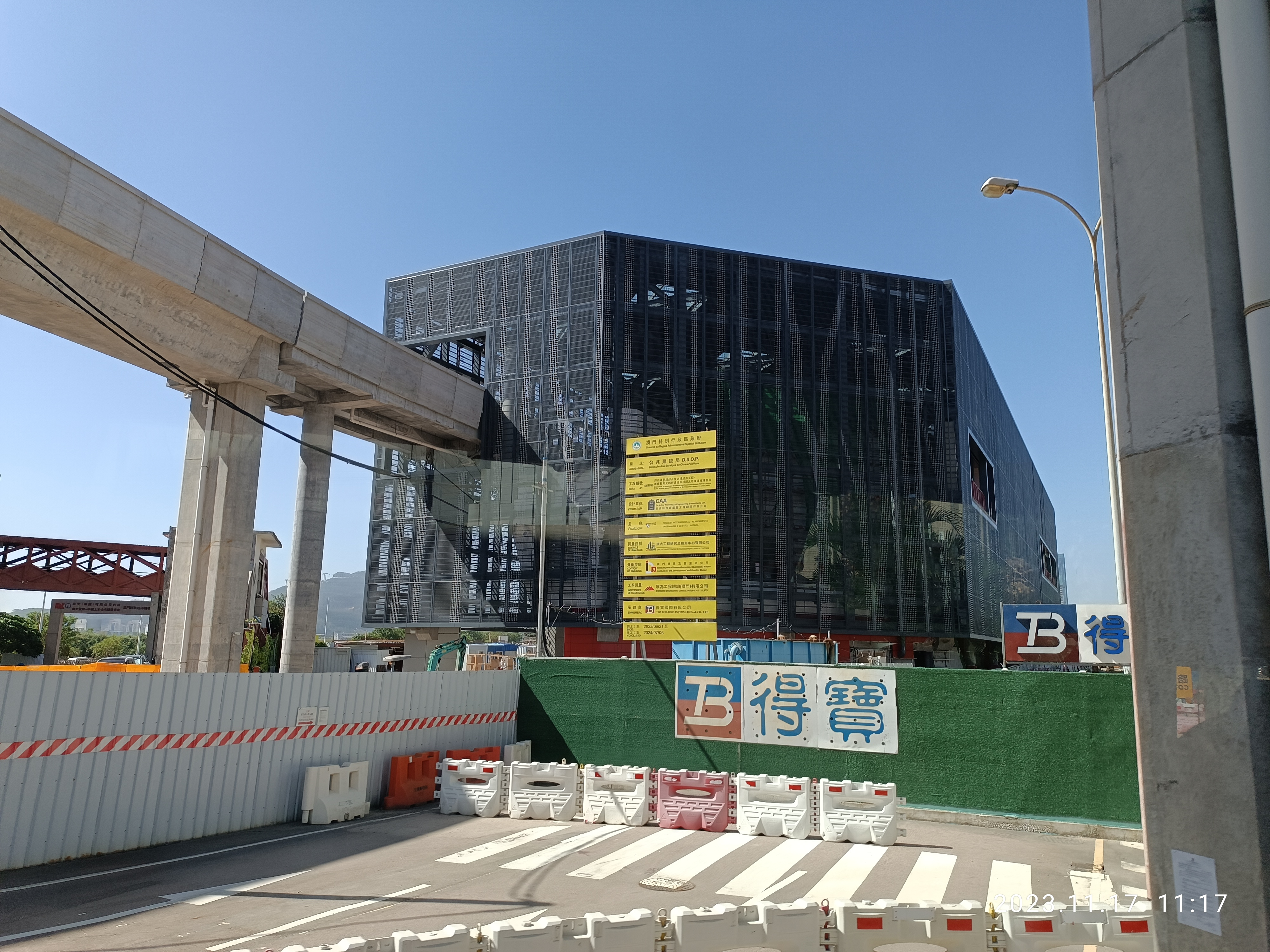
2023年11月（橫琴線）

## 外部連結
- 澳門輕軌股份有限公司官方網站 （页面存档备份，存于）